# 阿尔巴山
亚拔山（Alba Mons）是火星塔尔西斯区北部的一座火山，以前和现在也偶尔称之为亚拔火山口，该术语后来仅限于火山顶部最初也被称为阿卡迪亚环的破火山口。就表面积而言，它是火星上最大的火山，其火山流场从山顶至少漫延了1350公里（840英里）。尽管该火山的跨度与美国相当，但它的最高点高度仅为6.8公里，大约是该星球上最高的火山-奥林帕斯山高度的三分之一。亚拔山山体整体非常平缓，火山北侧坡（也是最陡峭的）的平均坡度仅为0.5度，比其他大型塔尔西斯火山低五倍多。大体上看，亚拔山类似于火星表面一块巨大但几乎没有隆起的疤痕。它是一座独特的火山结构，在地球或火星其他地方都没有类似物。
除了巨大的面积和低矮的地势外，亚拔山还有许多其他的显著特征。火山中部环绕着一圈不完整的断层（地堑）和裂缝环；东西两侧分别分布着坦塔罗斯堑沟群和亚拔堑沟群。该火山还保存有完好、悠久的熔岩流，这些熔岩流从火山中心区呈放射状向外延伸。一些绵长的单道熔岩流（超过300公里）意味着熔岩流动性（低黏度）极高且流量很大。许多熔岩流具有独特的形态，由绵长、带有断续中央流道的蜿蜒山脊构成，山脊之间的低洼区域（特别是沿火山北坡）显示出可能由径流形成的分支状浅沟和河道（河谷系统）。
亚拔山拥有塔尔西斯地区一些最古老且广泛暴露的火山沉积物，地质证据表明，亚拔山的主要火山活动比奥林帕斯山和塔尔西斯火山群结束得更早。亚拔山火山沉积物的地质龄范围为赫斯珀里亚纪到早期亚马逊纪时期（约36亿至32亿年前）。

## 命名来源

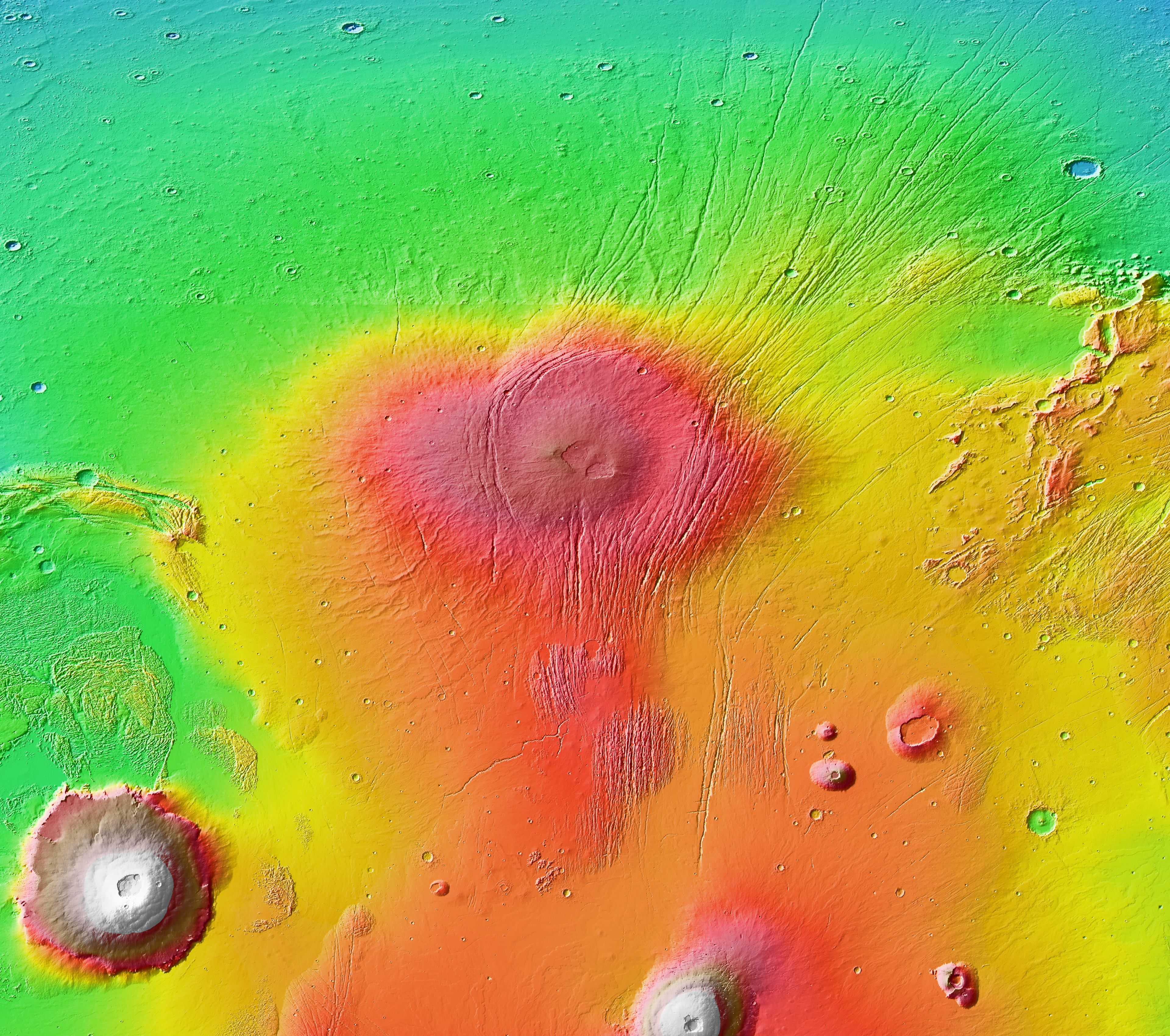
亚拔山及周边地区的火星轨道激光高度计地形图，主山体为红色至橙色，周围裙坡呈黄橙色到绿色。由于该火山横跨火星分界线，因此，北部地形地势最高；构成火山下半部分的刻拉尼俄斯槽沟群高地像把手一样向南延伸。

多年来，该火山的正式名称是亚拔火山口。火山口一词在拉丁语中表示浅茶杯或茶碟，该术语适用于某些定义不清、在早期探测器图像中显示起源于火山（而非撞击）的扇贝状边缘凹坑。2007年9月，国际天文联合会将该火山更名为亚拔山，而为两处中央洼地（火山口）保留了亚拔火山口（Alba Patera）一词。尽管如此，在行星科学文献中，整座火山仍被普遍称为亚拔火山口。
亚拔一词来自于拉丁语中的白色，指的是从地球望远镜中在该地区上空常看到的云。该火山由水手9号探测器于1972年所发现，最初被称为亚拔火山特征或阿耳卡迪亚环（指火山周围的部分裂缝环）。1973年，国际天文学联合会将该火山命名为亚拔火山口。在了解了其背景后，这座火山通常被简称为亚拔。

## 位置和大小
亚拔山中心坐标位于阿耳卡狄亚区(MC-3)40°28′N 250°24′E / 40.47°N 250.4°E处，而火山西侧大部分则位于相邻的迪阿克里亚区(MC-2)。从火山流出的熔岩流最远分别抵达北纬61度和南纬26度（北部的塔尔西斯区）处。如果将火山流的外沿算作火山山底，则亚拔山的南北跨度约为2000公里（1200英里），最大宽度达3000公里（1900英里），占地面积至少570万公里2，体积约250万公里3。该火山位于塔尔西斯隆起北部，其规模之大，地质之独特，几乎可将其视作一座完整的火山。
虽然亚拔山最高点位于火星基准面以上6.8公里，但火山北侧山顶与周围地形（地势）间的落差更大，北侧约有7.1公里（23000英尺），而南侧只为2.6公里（8500英尺），造成这种不对称的原因，是亚拔山横跨在南部陨坑高地和北部低地之间的火星分界线上，火山下方的平原朝向北面平均表面高度“低于”火星基准面4.5公里（15000英尺）的北方大平原倾斜；亚拔山南部则构建在一道宽阔、与刻拉尼俄斯槽沟群断层的诺亚纪年代地形相对应的南北地形脊上 （左图）。

## 物理特征

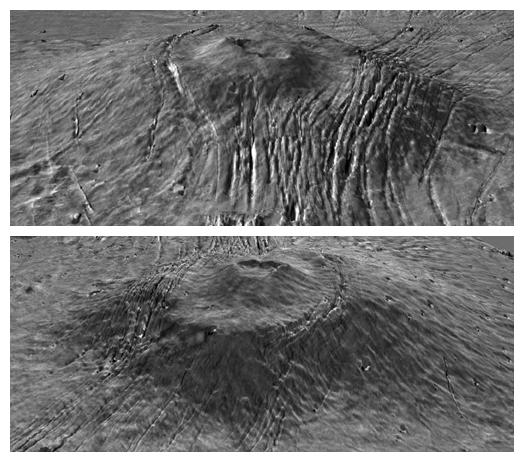
火星轨道激光高度计显示的亚拔山南（上图）和北侧（下图）主山体（上图）和山顶穹丘地势夸大图，垂直方向扩大了十倍。

亚拔山的大小和低矮的结构使其很难进行视觉研究，因为在轨道照片中，火山大部分地形都无法辨出，但在1997年至2001年间，火星全球探勘者号探测器上的火星轨道激光高度计对整个火星进行了6.7亿次以上的精确高程测量。利用激光高度计数据，行星科学家们能够研究该火山形状和地形的细微细节，这些细节在早期探测器，如海盗号拍摄的图像中都无法看到。

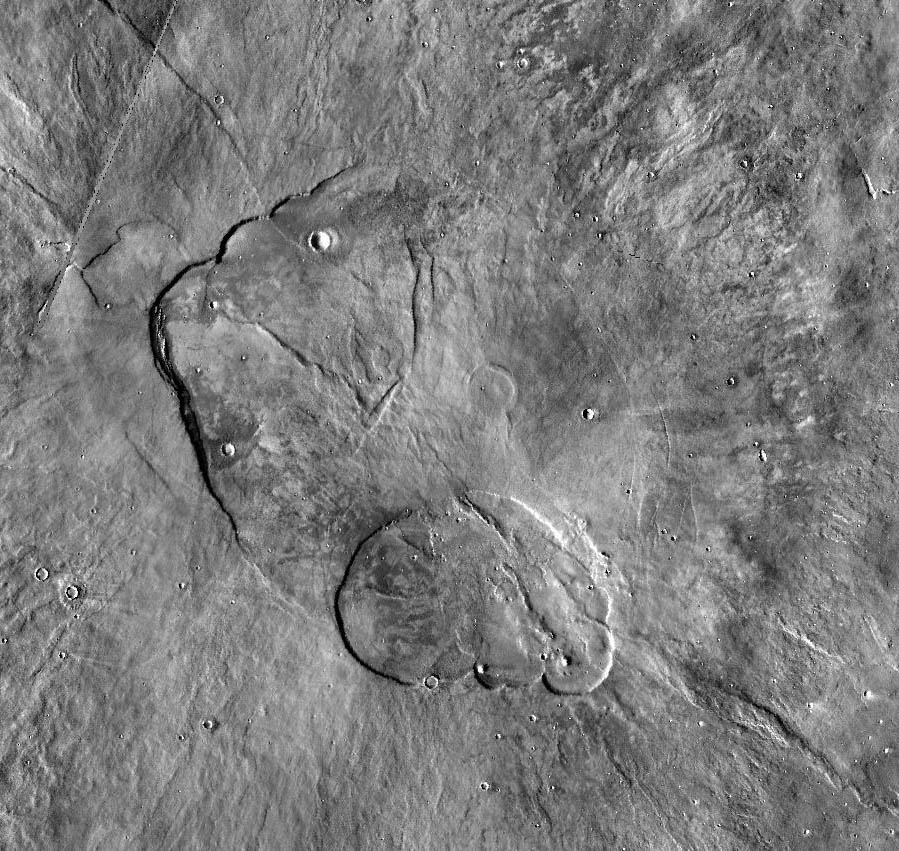
亚拔山中央破火山口复合体，比其他塔尔西斯火山的破火山口更浅。在较大火山口内有一座顶部覆盖着一同心圆特征的盾状丘（热辐射成像系统白昼红外拼接图）。

该火山由两个大致同心的部分组成：1）直径约1500公里（930英里）×1000公里（620英里）的卵状中央山体，周围环绕着；2）巨大的、近乎水平的熔岩流裙坡，向外延伸约1000公里（620英里）甚或更远。中央山体是该火山的主干部分，以裙坡内侧边界明显的坡折带为标志。从中央山体向东西两侧延伸的宽大扇形瓣片（或肩坡），使火山在东西方向上拉长。中央山体主坡是火山上最陡峭的斜坡，虽然仍只有1度。山体顶部和上侧坡被地堑部分环切，这些环是亚拔和坦塔罗斯槽沟群断裂系统的一部分。地堑环内有一圈非常低的环形区，部分区域的反转斜坡形成一处高原，其顶部坐落了一座350公里（220英里）宽的中央穹丘，嵌套着一座不规则的火山口。因此，亚拔山的中央山体就像一座部分坍塌的盾状火山，顶部坐落了一座明显东斜的小穹丘（右图）。
破火山口复合体由一个位于山顶穹丘中心，直径约170公里（110英里）×100公里（62英里）的大破火山口和另一个位于大火山口南半部，较小的肾形破火山口（约65公里（40英里）×45公里（28英里））组成，两座火山口相对较浅，最大深度仅1.2公里。
大破火山口最西侧围绕着一道500米（1600英尺）高的半圆形陡壁，这堵陡壁在破火山口南北两端消失，在那里它被来自更年轻、更小破火山口的火山流掩埋；较小火山口则由一圈高度在数百米范围内变化的峭壁勾勒出来。两座破火山口的崖壁都呈扇贝边状，表明曾发生过多次地面沉降和/或块体崩塌。两座数百米高的小盾状或穹顶丘出现在大火山口内和附近处。大火山口内盾状丘直径约50公里（31英里）顶部有一个直径10公里（6.2英里）的奇特同心圆特征（见左图）。
破火山口是火山喷发后被抽空和耗尽的岩浆室坍塌所形成，火山口的大小使科学家能够推断出火山顶下方岩浆室的几何形状和深度。与在奥林帕斯山和大多数其他塔尔西斯火山上看到的破火山口相比，亚拔山较浅的火山口意味着下方的岩浆库比它的邻居更宽更浅。

## 表面特征

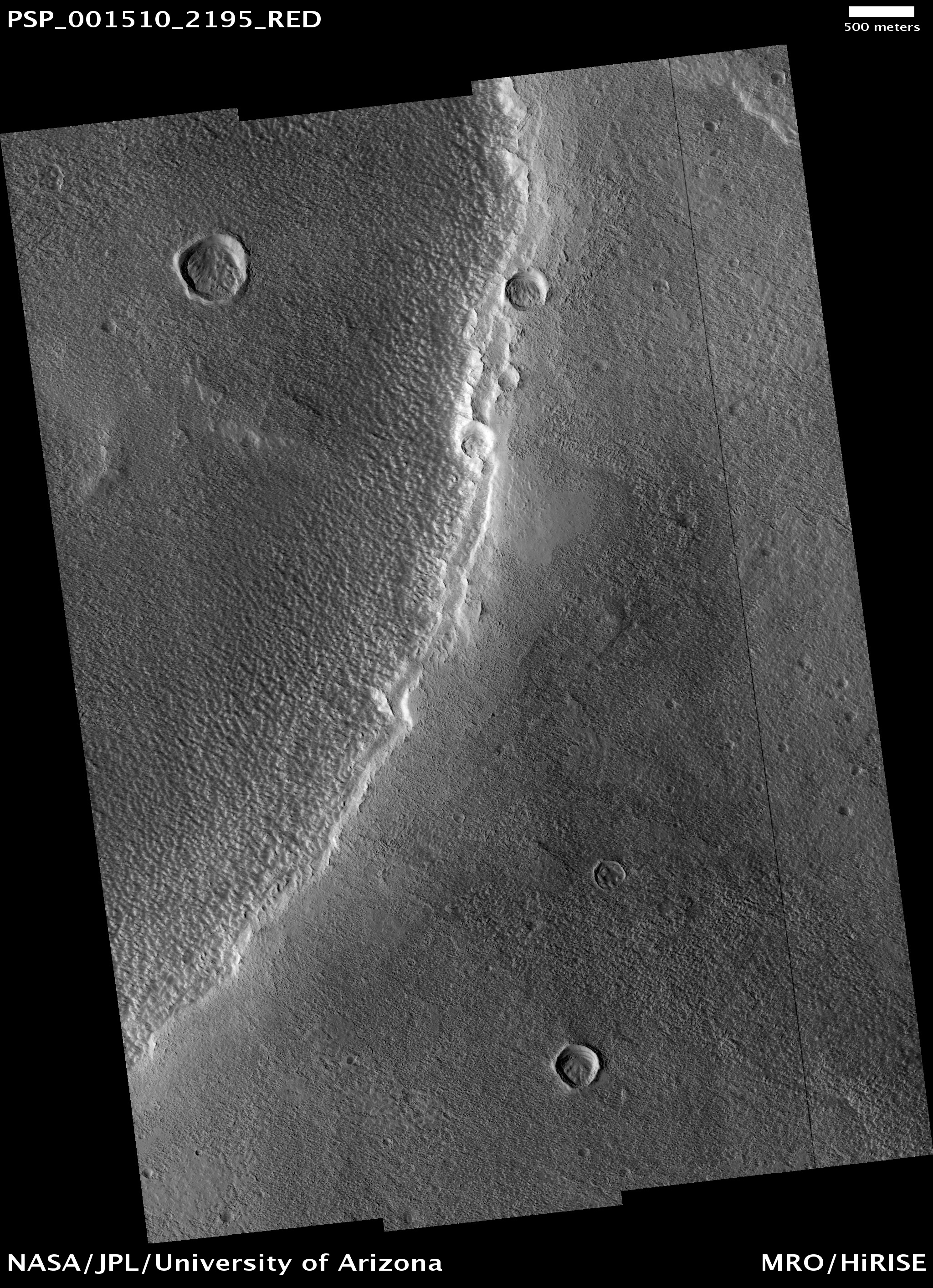
高分辨率成像科学设备拍摄的亚拔山小破火山口西南边缘上的尘埃覆盖层。

亚拔山中央山体大部分都蒙覆着一层厚约2米（6.6英尺）的尘埃，在高分辨率山顶图像中可看到尘埃层（右图）。在某些地方，尘埃被风吹刮成流线型，并被小型山体滑坡切割。然而，有一些孤立尘埃区看上去很平整，并未受到风的干扰。
该地区高反照率（反射率）和低热惯性表面也表明覆盖着厚厚的尘埃，火星尘埃在视觉上很亮（反照率>0.27），并由于其粒度较小（<40微米（0.0016英寸））而具有较低的热惯性（参见火星表面）。然而，火山北侧和更北面裙坡区域的热惯性很高，反照率也较低。这表明与火山其他部分相比，亚拔山北部地表面可能含有更丰富的硬壳、沙粒和岩石。
高热惯性也可能表明存在暴露的水冰，由2001火星奥德赛号中子光谱仪（MONS）检测到的超热中子产生的水当量氢（WEH）理论模型表明，亚拔山北侧地表下的表岩屑中可能含有7.6%的水当量氢（按质量计），这种丰度表明可能存在以残存冰或水合矿物形式的水。亚拔山是火星上数个可能含有早期（100万至1000万年前）保存下来的较厚近地表冰沉积物地区之一。当时火星的转轴倾角（倾角）较高，山地冰川存在于中纬度和热带地区。在目前条件下，这些位置的水冰并不稳定，会倾向于升华进入大气层。理论计算表明，如果残存冰被高反照率和低热惯性物质（如尘埃）覆盖，则可在1米以下的深度被保存下来。
由于整个地区地表尘埃占据了主导地位，因此，很难从轨道反射光谱中确定构成亚拔山岩石的矿物成分。但是，火星全球范围内的地表成分可从2001火星奥德赛号上伽马射线光谱仪（GRS）数据中推断出来，该仪器使科学家能够确定浅层地表下氢（H）、硅（Si）、铁（Fe）、氯（Cl）、钍（Th）和钾K）的分布。伽马射线光谱仪数据的多元分析表明，亚拔山和塔尔西斯区的其余部分属于一个化学性质不同的区域，其特征是硅（19 wt%）、钍（0.58pppm）和钾（0.29 wt%）含量相对较低，但氯的丰度（0.56 wt%）高于火星表面平均水平。硅含量低表明镁铁质和超镁铁质火成岩石，如玄武岩和纯橄岩。
近期，亚拔山不太可能成为无人着陆器的目标地，厚厚的尘埃覆盖层掩盖了下面的基岩，可能难以获取“原位”岩石样本，从而降低了该地点的科探价值。尘埃层也可能会导致漫游车出现严重的操控问题。有意思的是，它的山顶区最初曾被列为海盗2号着陆器的主要备降点，因为在20世纪70年代初水手9号拍摄的照片中，该区域显得非常平坦。

## 地质

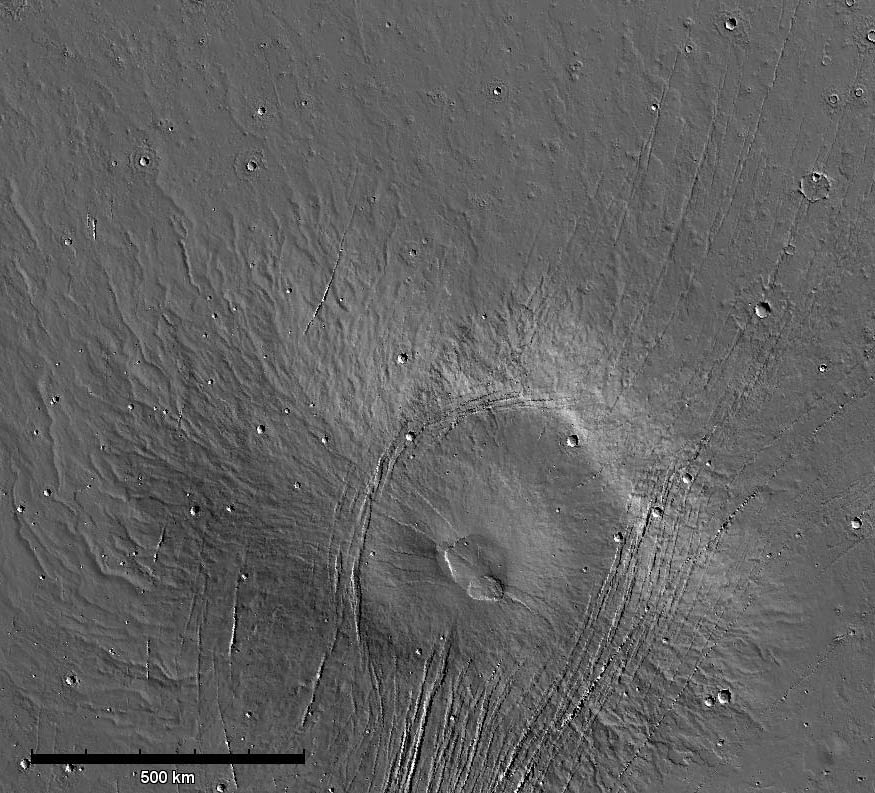
流向亚拔山北侧和西北侧坡的熔岩流，这些蜿蜒的山脊为管道和通道式熔岩流。北部细微、退化的流体和山脊则是亚拔山宽阔熔岩坡的一部分（火星轨道器激光高度计）。

对亚拔山的地质研究主要集中在熔岩流形态和切割坡体的断层形状上。火山表面的特征，如冲沟和河谷系统，也被进行了大量的研究。这些探索的总体目标是破译该火山的地质史及其形成的构造过程。这种理解可揭示火星内部的性质及演变，以及火星的气候史。
亚拔山以其熔岩流突出的长度、多样性和清晰外观而著称，许多熔岩流从山顶向外辐射，但其他熔岩流似乎来自火山下侧的喷口和裂缝。单条熔岩流的长度可能超过500公里（310英里）。山顶破火山口附近的熔岩流似乎比火山较远部位的熔岩流更短更窄。亚拔山上最常见的两种火山流类型是片状流和管道及通道流。

### 熔岩流

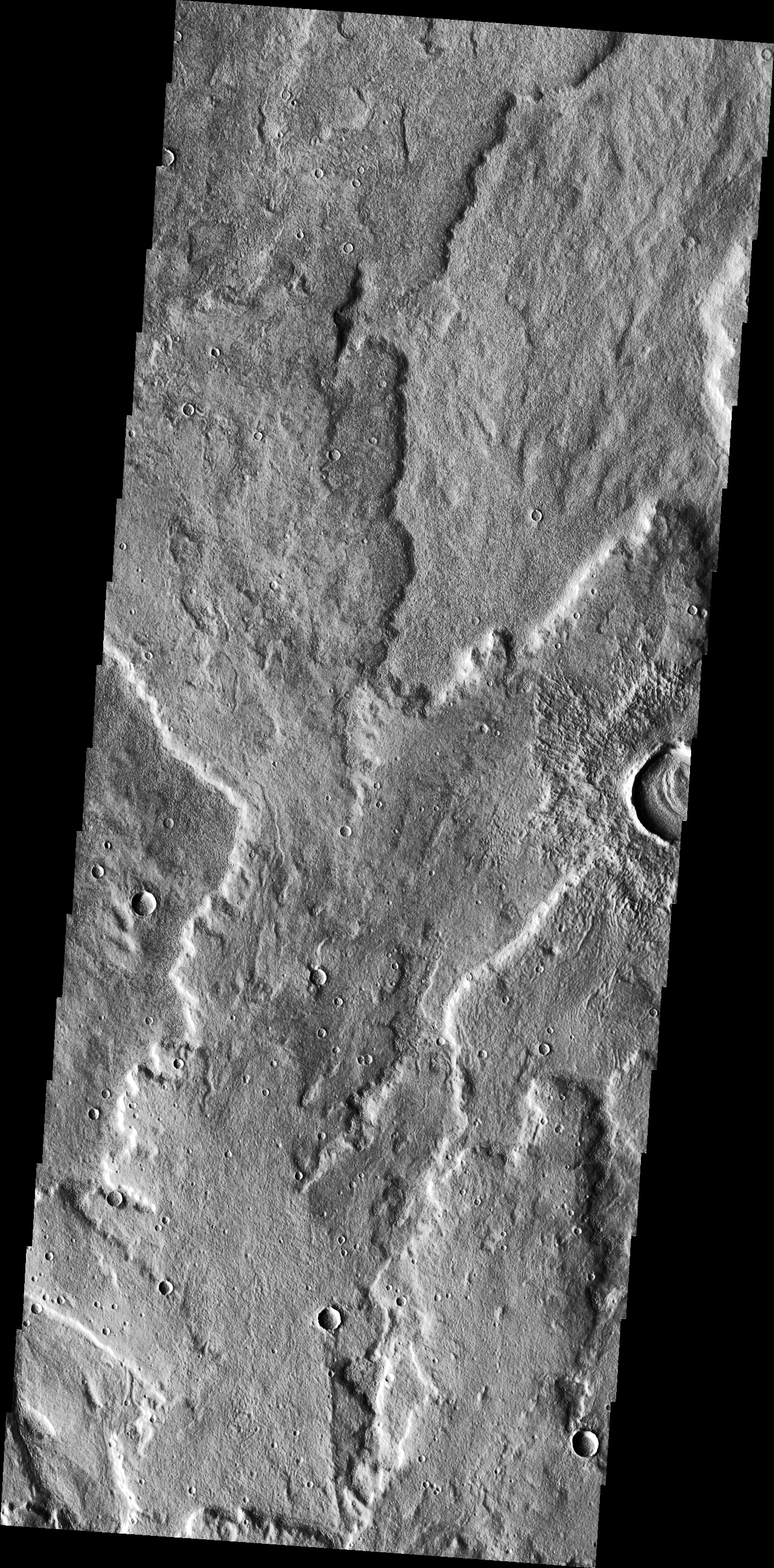
亚拔山西北坡的片状流，注意多个重叠的瓣片（热辐射成像系统）。

片状流（也称为页状流）形成多片边缘陡峭的重叠瓣块，这些平顶状的熔岩流一般缺少中央通道，在火山上侧坡通常约5公里（3.1英里）宽，但会扩展得更大，并在下游末端（远端）呈叶瓣状。它们中大多数似乎起源于亚拔和坦塔罗斯槽沟群断裂环附近，但实际上片状流喷口并不可见，可能已被自身的喷流物所掩埋。根据轨道激光高度计对许多片状流测得的数据，其厚度在20米（66英尺）到130米（430英尺）不等，通常远端边缘处的熔岩流层最厚。
亚拔山两侧第二种主要的熔岩流称为管道和通道流，或峰顶流，它们形成了从火山中心区向外辐射的绵长而弯曲的山脊，通常有5-10公里（3.1-6.2英里）宽。单道山脊可能有一条不连续的通道或沿着其顶部延伸的凹坑线。管道流和通道流在火山西侧坡尤为突出，可以追踪到数百公里长的不同山脊。山脊的起源尚不确定，它们可能是通过在通道或管道口连续堆积凝固的熔岩而形成，每次流动熔岩的喷涌都会增加山脊的长度。
除了这两种主要的熔岩流类型外，亚拔山周围还存在大量无法区分的熔岩流，这些熔岩流要么过于退化，无法描述其特征；要么具有混合的特征。沿亚拔山下侧山坡可见到很多边缘模糊、表面崎岖被解释为熔岩流的平顶山脊，它们随着与主山体距离的增远，其外观变得不那么锐峭。在高分辨率图像中，火山上侧坡的许多熔岩流最初被描述为中心通道带有堤坝状山脊的片状流。
熔岩流的形态可以指示熔岩熔融时的性质，如流变性和流量等。总之，这些特性可以提供熔岩成分和喷发速率的线索，例如，地球上的熔岩管只形成于玄武岩成分的熔岩中，而富含二氧化硅的安山岩熔岩则太粘稠，无法形成管状体。对亚拔熔岩流的早期量化分析表明，它的熔浆屈服强度和黏度较低，且以极高的速度喷发。亚拔山异常低的轮廓表明，火山构造过程中涉及到流动性极高的岩浆，可能是科马提岩，这是一种在极高温度下形成的原始超镁铁质熔岩。然而，有关管道和通道流的最新研究表明，其熔岩粘度位于典型的玄武岩范围内（在100到100万帕斯卡·秒−1之间）；计算的流速也低于最初的设想，每秒在10到130万米3之间；亚拔山较低喷发率范围在速率最高的地球火山流范围内，如1984年的茂纳洛亚火山、北昆士兰（麦克布赖德地区）和哥伦比亚河玄武岩，但最高范围则比地球上任何火山的喷发速率都高出数个量级。
自20世纪80年代末以来，一些研究人员怀疑亚拔山的喷发在其早期发展阶段包含了大量的火山碎屑岩（因此也有爆炸活动）。证据来源于火山北侧坡上分布着许多似乎由流水冲刷出的河谷系统（见下文）。这一证据结合热惯性数据，表明表面是以易于侵蚀的细粒物质，如火山灰为主。如果该火山主要由火山碎屑流沉积物（熔结凝灰岩）构成，则火山极低的轮廓也就更容易解释。
来自火星全球探勘者号和2001火星奥德赛号探测器的最新数据显示，没有具体证据表明亚拔曾发生过爆炸性喷发。对火山北侧河谷系统的另一种解释是，它们是通过地下水侵蚀或融化的亚马逊纪年代所沉积的含冰尘埃而形成。
总之，目前对亚拔火山的地质分析表明，该火山是由流变特性类似玄武岩的熔岩构成。如果亚拔山曾发生过早期爆炸活动，则大部分证据（大量的灰烬沉积物形式）已被更年轻的玄武岩熔岩所掩埋。

### 构造特征

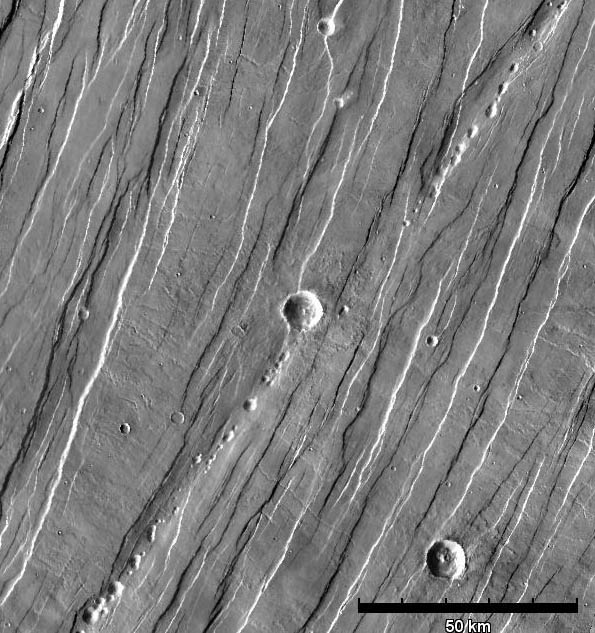
亚拔东侧坡体上坦塔罗斯槽沟群的平直地堑和地垒，陷坑线表明水流进入了可能由张力缝形成的地下空隙 (热辐射成像系统白昼红外拼接图)。

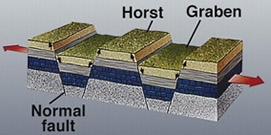
地堑是由地壳中的拉伸应力（红色箭头）所形成，是由相向正断层限定的平底山谷，通常被称为地垒的高地块体隔开。

亚拔山周围巨大的裂缝系统可能是该火山最显著的特征，这些裂缝是表明行星岩石圈中应力的构造特征。当应力超过岩石屈服强度时就会形成，从而导致表面材料变形。通常，这种变形表现为在轨道图像中可识别的断层滑动。
亚拔山的构造特征几乎完全是延伸性的，由常规断层、地堑和张力缝所组成。亚拔山（以及一般火星上）最常见的延伸特征是平直地堑。地堑是一道由两条朝内的正断层所限定的狭长槽沟，即被围住的下沉断块（右图）。亚拔地堑可能是整个火星上最清晰的平直地堑，它长达1000公里（620英里），宽约2公里（1.2英里）至10公里（6.2英里），深度为100米（330英尺）至350米（1150英尺）。
张力缝（或节理）是地壳被撕裂时产生的延伸特征，分离的岩体间没有明显的错动。理论上，它们应呈现为具有清晰V形轮廓的深邃裂缝，但现实中通常很难将它们与地堑区别开，因为其内部很快被周围崖壁上的坡积物填满，形成相对平坦的地堑状底表。陷坑链在亚拔山山体的许多地堑中很常见，可能是因表面物质塌陷而显现的地下张力缝。

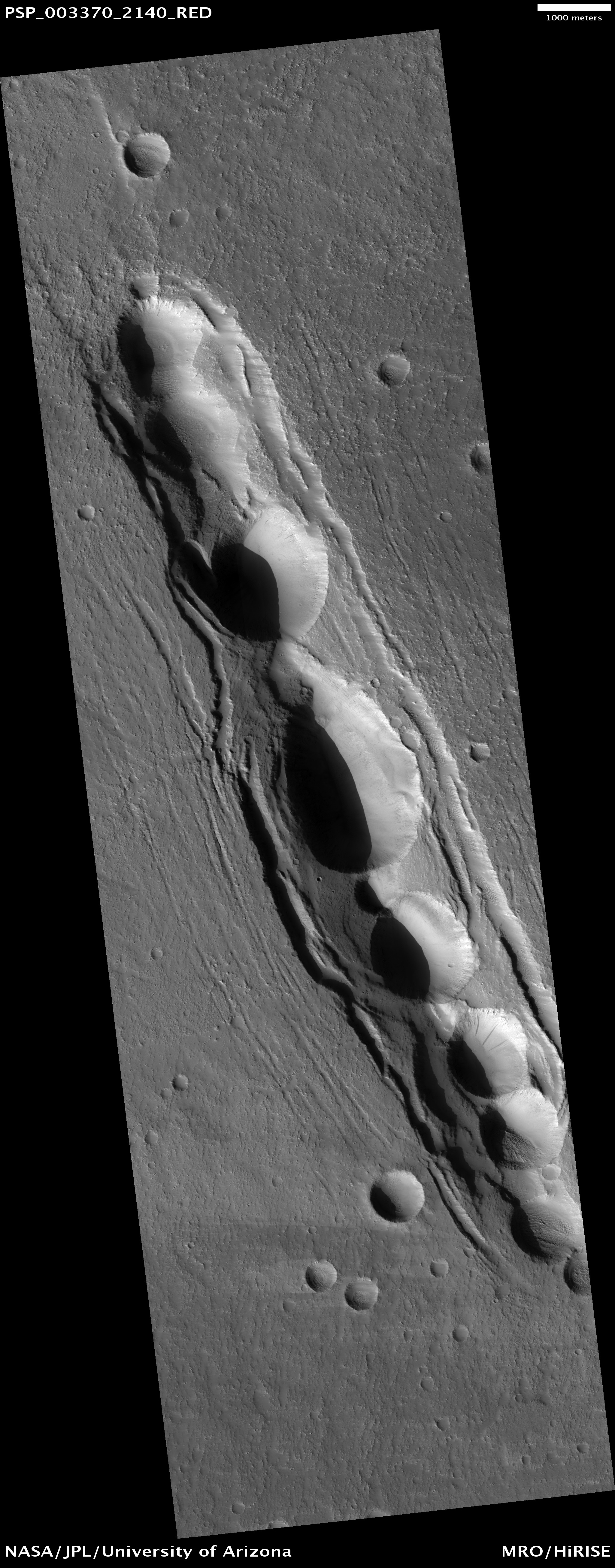
高分辨率成像科学设备显示的库阿涅堑沟群中的一排陷坑。

亚拔山周围的地堑和裂缝（除非另有说明，以下简称断层）成群出现，依据相对于亚拔山中心的位置而有不同的名称。火山南部是一片地形高度断裂的广阔区域，称为刻拉尼俄斯槽沟群，它由大致平行的南北向狭长断层组成。这些断层沿火山山体散开，形成一段直径约500公里（310英里）的不完整环。亚拔山西侧坡的一组断层被称为亚拔山堑沟群，而东侧坡的断层则称为坦塔罗斯槽沟群。在火山北部，断层向东北方外延数百公里。围绕亚拔山山体的弯曲断层模式在外观上被比作树瘤板上的木纹。整个刻拉尼俄斯-亚拔-坦塔罗斯断层系统至少有3000公里（1900英里长）长，900-1000公里（560-1620英里）宽。
已提出了造成这些断层的数种原因，包括由塔尔西斯隆起、火山岩脉和亚拔山自身的地壳负荷所产生的区域应力。刻拉尼俄斯和坦塔罗斯槽沟群断层大致呈放射状延伸至塔尔西斯中心，可能是地壳对塔尔西斯隆起下垂重量的反应。环亚拔山峰顶区的断层可能是由于亚拔山山体的重量和下方地幔岩浆抬升或底侵作用共同产生的结果。一些裂缝可能是从塔尔西斯辐射出的巨大岩墙群在地表的表现。来自火星勘测轨道飞行器上高分辨率成像科学设备拍摄的图像显示，亚拔山西侧坡上库阿涅堑沟群中有一列无侧垒的陷坑（右图），这些陷坑可能是因岩浆侵入地下岩石形成岩脉，而造成地表物质塌入张开的裂缝所形成。

### 河谷和冲沟

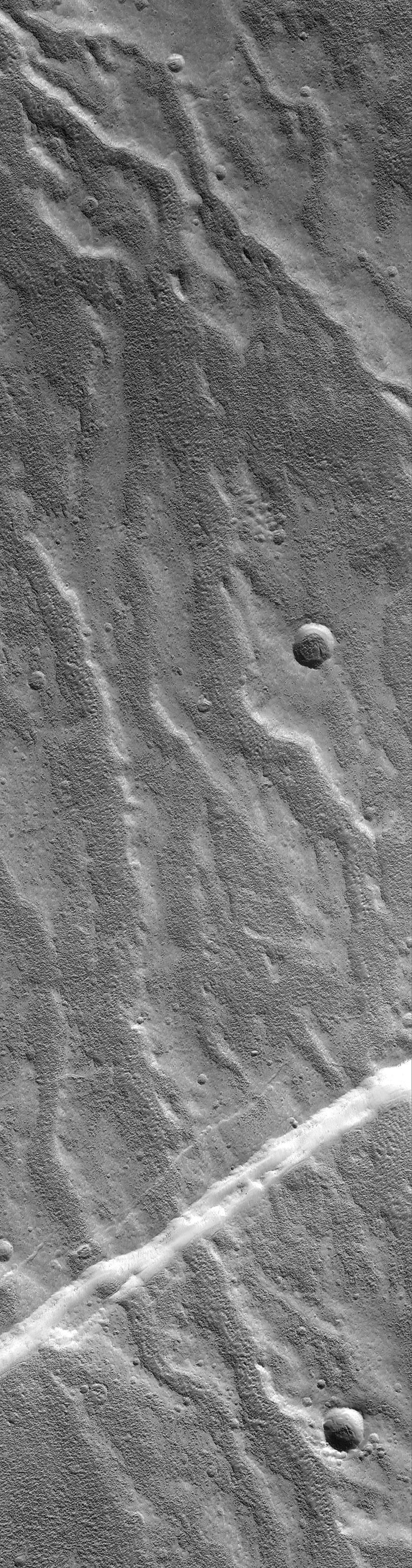
亚拔山西北坡河谷系统的高分辨率视图，更年轻的断层横穿了河谷，该图像宽约3公里（火星全球探勘者号拍摄）。

亚拔山北坡分布有许多分支河道或河谷系统，表面上类似地球上降雨产生的流域特征。亚拔山的河谷系统在20世纪70年代的水手9号和海盗号图像中被发现，它们的起源长期来一直是火星研究的主题。最常见的是火星南部高地中古老的诺亚纪河谷系统，但也出现在一些大型火山山坡上。亚拔山河谷系统在地质龄上属于亚马逊纪，因此，比南部高地的大部分河谷系统更年轻。这一事实给研究人员提出了一个问题，他们认为，河谷系统是火星史早期的温暖潮湿时期，由雨水径流冲刷而成。如果气候条件在数十亿年前变成了如今寒冷干燥的火星（那里不可能有降雨），人们如何解释亚拔山上更年轻的河谷？亚拔山河谷系统的形成是否与南部高地不同？如果是，又是如何形成的？为什么亚拔山上的河谷主要出现在火山北坡？这些问题仍在讨论中。
在海盗号图像中，亚拔山河谷系统与地球上的雨季河谷惊人地相似。河谷系统显示出精细的纹理，具有完整的平行到树状结构支谷和水系密度，可与地球上的夏威夷火山相媲美。然而，欧空局火星快车号轨道器上的高分辨率立体相机（HRSC）所拍摄立体图像显示，这些河谷相对较浅（30米或更少），与持续侵蚀形成的河谷相比，更像是间歇径流侵蚀所形成的细沟或冲沟。亚拔山上的河谷似乎为短暂侵蚀作用的结果，可能与火山活动期间的冰雪融化有关，或与短暂的全球气候变化期有关 （请参见上面的表面特征），被侵蚀物质是富冰尘埃还是疏松的火山灰目前仍不确定。

### 地质史

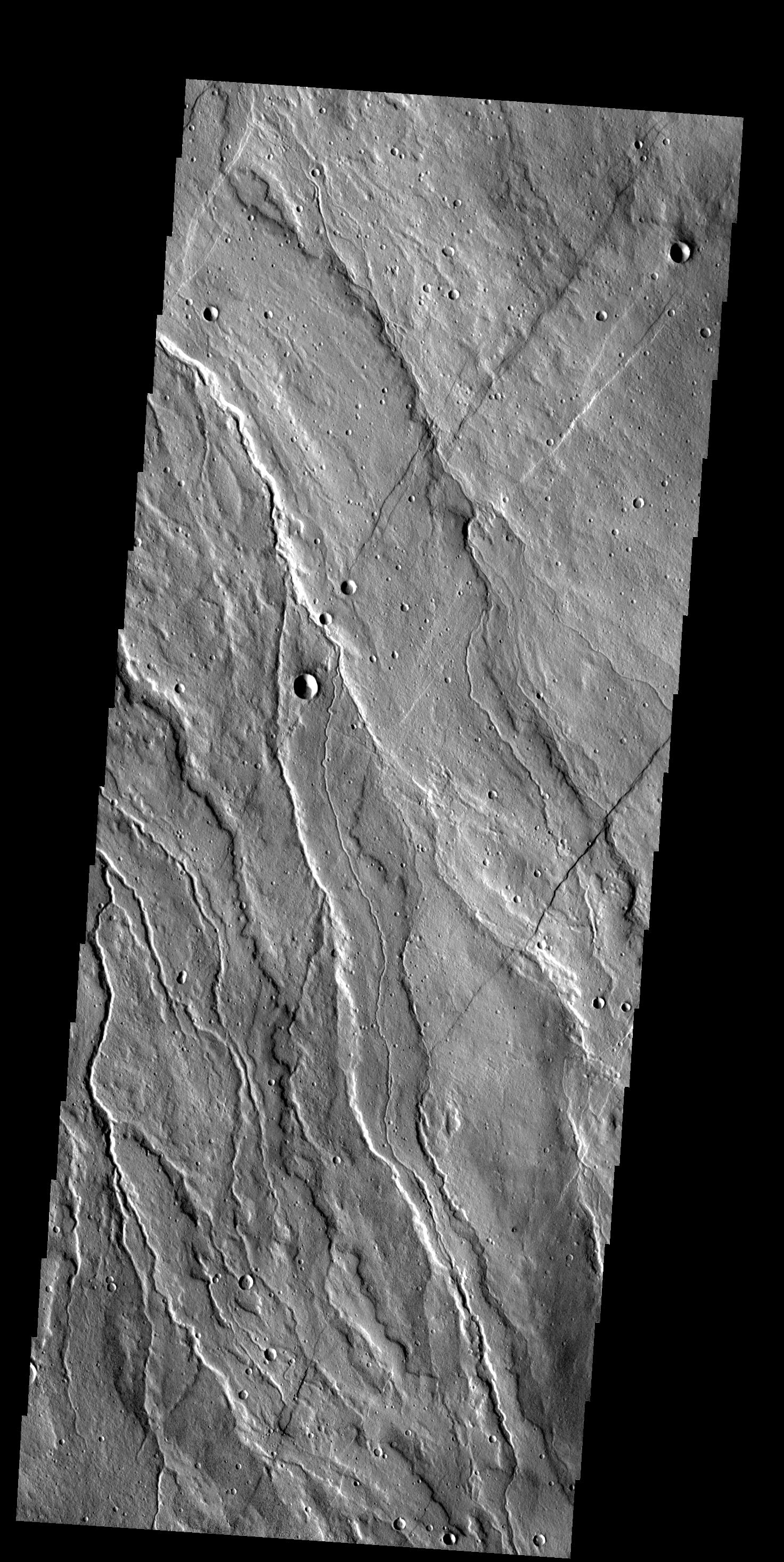
亚拔山西北坡有中央通道的熔岩流。注意，熔岩流被断层和地堑横切，表明断层比熔岩流年轻（热辐射成像系统）。

亚拔山保存完好的熔岩流和断层为火山演化提供了极佳的摄影地质记录，利用撞击坑计数和地层学基本原理，如叠加和横切关系，地质学家已能重建亚拔山大部分的地质和构造史。据信亚拔山大部分的火山构造活动都发生在火星史相对较短的间隔期内（约4亿年），主要介于晚赫斯珀里亚纪到早亚马逊纪这段期间。该地区断层和地堑的形成分为：火山形成前和与火山形成同期的两个早期阶段；地堑的两个晚期形成阶段则发生在火山活动基本结束之后。
根据海盗号轨道器图像，与火山形成和演化有关的火山物质被划归为由下、中和上段组成的亚拔火山口地层组，按照斯坦诺叠覆律原理，地层层序中越低的地层组越古老。
最古老的单元（下段）对应于围绕亚拔山山体的宽阔熔岩裙坡，该单元的特点是一系列低矮平顶的山脊，形成一圈伸向山体西、北和东北方数百公里的放射状图案。这些山脊被解释为熔岩流，虽然其边缘现已退化并难以划分。具有平顶脊的宽阔熔岩流是地球上以高喷发率形成的熔岩洪流区（例如哥伦比亚河玄武岩）的特征。因此，亚拔山最早期的火山活动可能涉及大规模喷发的低粘度熔岩，形成了火山宽阔平坦的裙坡。平坦裙坡单元的熔岩流大约在37至35亿年前喷发，时间上横跨早赫斯珀里亚到晚赫斯珀里亚边界。
中间单元属于亚马逊纪早期，构成了亚拔山主体山坡，并记录了一段由绵长管流和通道流组成的，更集中的溢流活动期。在此阶段，火山向北扩张，形成两个侧坡瓣片（有关火星上火山扩张的讨论，请参见奥林帕斯山和塔尔西斯）。亚拔和坦塔罗斯槽沟群断层和地堑则与熔岩流同时发生。火山上任何早期的爆炸活动都可能发生在该活动中期的高潮期，这段活动期大约于34亿年前结束。
最年轻单元，也即早期亚马逊纪单元，涵盖了山顶高原、穹丘和破火山口复合体。这一时期的活动特点是相对较短的片状流以及山顶穹丘和大型火山口的形成，以缘于亚拔堑沟群引发其它地堑而导致山顶穹丘向东倾斜而结束。最后形成的火山地貌是山顶小盾状丘和破火山口。很久以后，大约在10亿到5亿年前，发生了可能与岩脉侵入和陷坑链形成有关的最终阶段断层作用。

## 分类
亚拔火山的分类尚不确定，一些研究人员将其描述为盾状火山，其他人则将其表述为一座低地破火山口（与高原火山口完全不同，后者是火星南部高地上伴有沟状火山灰沉积物的低矮古火山），还有一些认为它是火星上独有的一座火山构造，一些研究人员将亚拔山与金星上的冕状物结构进行了比较。亚拔山与大瑟提斯火山构造有一些共同特征（参见火星的火山活动），这两座火山都为赫斯珀里亚纪年代火山，覆盖面积大，地势非常低，拥有大型不规则浅火山口。与亚拔山一样，大瑟提斯也显示出脊状管流和通道流。由于亚拔山位于希腊撞击盆地对跖点上，一些研究人员推测，该火山的形成可能与希腊撞击造成的地壳削弱有关，后者产生了集中在行星另一侧的强烈地震波。

## 另请查看
- 火星地理
- 火星地理
- 火星山脉高度列表
- 大塔穆火山
- 火星的火山活动

## 延伸阅读
- Boyce, Joseph, M. (2008). The Smithsonian Book of Mars; Konecky & Konecky: Old Saybrook, CT, ISBN 978-1-58834-074-0
- Carr, Michael, H. (2006). The Surface of Mars; Cambridge University Press: Cambridge, UK, ISBN 978-0-521-87201-0.
- Cattermole, Peter, J. (2001). Mars: The Mystery Unfolds; Oxford University Press: Oxford, UK, ISBN 978-0-19-521726-1.
- Frankel, Charles (2005). Worlds on Fire: Volcanoes on the Earth, the Moon, Mars, Venus and Io; Cambridge University Press: Cambridge, UK, ISBN 978-0-521-80393-9.
- Hartmann, William, K. (2003). A Traveler’s Guide to Mars: The Mysterious Landscapes of the Red Planet; Workman: New York, ISBN 0-7611-2606-6.
- Morton, Oliver (2003). Mapping Mars: Science, Imagination, and the Birth of a World; Picador: New York, ISBN 0-312-42261-X.